# Makiyakinabe

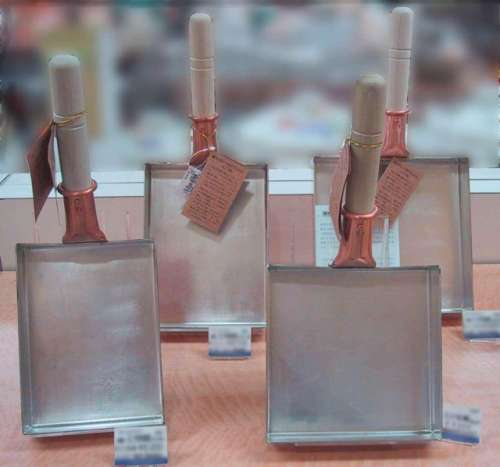
Vari tipi di Makiyakinabe

Makiyakinabe (Giapponese: 巻き焼き鍋; まきやきなべ, lett. pentola per preparare "maki", ossia i rotolini di riso e pesce o verdure) è una padella rettangolare o quadrata, con un solo manico, usata per preparare le classiche frittatine arrotolate. È talvolta conosciuta come tamagoyakiki (玉子焼き器; たまごやきき, lett: strumento per preparare frittate). 